# アベンジャーズ・アッセンブル (テレビアニメ)
『アベンジャーズ・アッセンブル』 (Avengers Assemble) は、2013年5月26日よりディズニーXD（アメリカ）にて放送されているアメリカ合衆国のアニメ。日本では2015年6月26日よりディズニーXDで放送されている。2016年8月6日にDlifeでの放送が開始され、2016年10月4日よりテレビ東京系列にて火曜18時25分から放送中。字幕放送を実施。

## 概要
この作品は2010年にアメリカ合衆国で放送された『アベンジャーズ 地球最強のヒーロー』のリブート版として、マーベルコミックのスーパーヒーローチームであるアベンジャーズの活躍を描いたテレビアニメで、『アルティメット・スパイダーマン』、『ハルク: スマッシュ・ヒーローズ』、『ガーディアンズ・オブ・ギャラクシー』と世界観を共有している。
アメリカのディズニーXDでの放送は、2013年5月26日から2014年5月25日までシーズン1が放送され、同年9月28日から2015年9月20日までシーズン2が放送された。2016年3月13日からシーズン3である"Ultron Revolution"が放送されている。

## 日本での放送形態
日本ではディズニーXD、Dlife、テレビ東京系にて放送されている。テレビ東京系ではシーズン2のみ放送したが、他の局に比べて先行しての放送であり、本編の終了後のミニコーナーとしてヒーロー・ヴィランを紹介する『アベンジャーズ・アッセンブル シークレットファイル』が追加された。これは後にDlifeのシーズン2の放送でも使われた。テレビ東京系ではスケジュールの都合上で第37話（シーズン2 第10話）『技術の使い道』が未放映となった、Dlifeではシーズン2の全26話分を『シークレットファイル』も含めて放送している。
2018年5月27日から2019年4月28日まではディズニーXDでシーズン3である『ウルトロン・レボリューション』が放送された。
2019年4月28日からはディズニーXDでシーズン4である『シークレット・ウォーズ』が放送される。

## キャラクター

### ヒーロー

#### アベンジャーズ
アイアンマン
声 - 川原慶久 /古城門志帆（少年時代）（英 - エイドリアン・パスダー）
キャプテン・アメリカ
声 - 丸山壮史（英 - ロジャー・クレイグ・スミス）
マイティ・ソー
声 - 藤真秀（英 - トラヴィス・ウィリン）
ハルク
声 - 櫛田泰道（英 - フレッド・タタショア）
ブラック・ウィドウ
声 - 木下紗華（英 - ローラ・ベイリー）
ホークアイ
声 - 中尾一貴（英 - トロイ・ベイカー）
ファルコン
声 - 山本兼平（英 - バンパー・ロビンソン）
アントマン
声 - 阪口周平
シーズン2の「アベンジャーズの採用試験」においてアベンジャーズに加入した。
ブラックパンサー
声 - 辻井健吾
ミズ・マーベル
声 - 御沓優子
キャプテン・マーベル
声 - 藤田曜子
ワスプ
声 - 小林希唯
ヴィジョン
声 - 山本善寿

#### ディフェンダーズ
ドクター・ドゥームによって歴史改変された結果、アベンジャーズが生まれずドゥームが支配者となった世界での抵抗組織。
ブルズアイ・バードン
声 - 中尾一貴
ディフェンダーズにおけるホークアイの歴史改変の影響での姿。
スリンガー
声 - 川田紳司
スパイダーマンの歴史改変の影響での姿。外見はスパイダーマンノワールの姿に近い。
スナップ
声 - 山本兼平
ファルコンの歴史改変の影響での姿。

#### アスガルド
オーディン
ソーの父親で、人間の事を信頼していないような節がみられる。
ヘイムダル
他時空とアスガルドを繋いでいる門の番人。実写劇場版同様外見は黒人となっている。

#### ウィンター・ガード
ロシア版アベンジャーズとも、呼ばれている。
レッド・ガーディアン
声 - 遠藤大智
クリムゾン・ダイナモ
声 - 木村雅史
ダークスター
声 - 早川舞
ウルサ・メジャー
ラヂオアクティブマン

### サポートキャラクター
JARVIS
声 - 山本善寿
トニーが製作した人工知能。主にアベンジャーズタワーやアイアンマンのスーツの管理などをしている。
ブラック・ブライト
声 - 木下紗華
ドゥームによって支配された世界のブラック・ウィドー。ドゥームに従っているふりをしていた。
パニッシャー
「プラネット・ドゥーム」にてカメオ出演。ドゥームの手下に化けていた。
スパイダーマン
声 - 川田紳司
シーズン2の「アベンジャーズ分裂」ではキャプテン・アメリカがアベンジャーズを抜けた際にトニーに呼び出された。
ブロク
声
サベッジランドにいる岩の姿をした種族で、人間の言葉を話せる。争いを好まない優しい種族でもある。
トルゴ
声
モジョワールドで不意にハルクを襲ったが、実はモジョによって自分の星を破壊すると脅されて仕方なく従っているだけであり、本当は攻撃的な性格ではない。
アーセナル
声 - こばたけまさふみ
アイアンマンことトニー・スタークの父ハワード・スタークが息子の友達として開発したロボット。球技ができるほか、質量制限なしでエネルギーを保存する能力がある。
ウアトゥ
宇宙史を記録する超種族・ウォッチャーの一人で、月にある住居より地球の観察を担当している。
シーズン2の「サノスの進撃」において、サノスによって地球にあるアベンジャーズの本拠地へ投げつけられた。
フライデー
声 - 吉岡さくら

### ヴィラン
ドクター・ドゥーム
優れた科学力と魔術を併せ持つヨーロッパの小国ラトベリアの専制君主。レッドスカルの秘密結社への誘いを断り、独自の道を行く。
シーズン1の「プラネット・ドゥーム」では、タイムマシンを使用して歴史を書き換え地球の支配者となるが、地球の歴史とは無関係なアスガルド人のソーによってその野望を挫かれた。
レッドスカル
声 - 根本泰彦
犯罪結社ヒドラの首領でキャプテンアメリカの宿敵。シーズン1ではアベンジャーズに対抗するため、大物悪党達による秘密結社を結成する。
シーズン2の「プロジェクト・アーセナル」では、サノスからパワーストーンを持って逃走してきたところをアベンジャーズによって拘束された。
「トニー・スタークの少年時代」ではタイムストーンによって若返り、8歳児になったトニーとの戦いの中で監禁されていた場所から放り出された。
モードック
声 - 駒谷昌男
科学を悪用する犯罪集団A.I.M.のリーダー。シーズン1ではレッドスカルの右腕として登場。
アットゥマ
地上侵略を企む海底人の王。ハルクと互角に殴り合える怪力の持ち主。
ドラキュラ
声 - 広瀬彰勇
吸血鬼の王。シーズン1から登場。
ジャスティン・ハマー
声 - 坪井智浩
シーズン1ではレッドスカルと取引をしてサベッジランドでビブラニゥムを発掘していた。アベンジャーズを倒せば秘密結社に加えるとの約束をレッドスカルと交わすが失敗したため、アベンジャーズを倒すために開発したアンドロイド「スーパー・アダプトイド」のみをモードックに奪われてしまう。
サノス
声 - 藤原貴弘
狂えるタイタン人の異名を持つ異星人。レッドスカルが自分の持つインフィニティーストーンを奪い逃走したため地球にやってきた。
ロキ
声 - 三戸耕三
ソーの弟。シーズン2の「ヴァルハラの女王ヘラ」ではソーとハルクをヴァルハラへ送り、ヘラからもらった角笛を吹いてヴァルハラの死者たちをニューヨークの街で暴れさせた。
ヘラ
声 - 根本圭子
ヴァルハラを支配する女神。
シーズン2の「ヴァルハラの女王ヘラ」にて初登場した際、現在の自分の状況に退屈していたところを、ロキの口車に乗ってしまい、最強の戦士を得るのと引き換えに死者を操るための角笛をロキに渡してしまった。ヴァルハラへハルクと一緒に召喚されたソーの指摘を受けてだまされたことに気付き、ソーとハルクを負かしたロキを最強の戦士として持ち帰った。
ウルトロン
声 - 山崎たくみ
シーズン2『サノスの勝算』より登場。アーセナルを乗っ取って実体化した。
ワールウィンド
声 - 坂口候一

#### スクアドロン・スプリーム
ハイペリオンが率いる異星人の超人チーム。シーズン1ではハイペリオンが地球に来た際に見せた映像のみの登場で、ハイペリオン以外のメンバーがいつ地球に来たのかは不明。
シーズン2の「ダーク・アベンジャーズ」ではリアリティストーンの力で現実を改変し、自分たちが世界を守るヒーローでアベンジャーズが悪人の世界を作ろうとしたが失敗した。
それ以降もアベンジャーズに何度も戦闘を仕掛けている。
ハイペリオン
声 - 福田賢二
飛行能力と怪力を備え、目から熱線を出す異星人。シーズン1の「ハイペリオン、偽りのヒーロー」にて初登場した。
以前にいた星で自身が世界を支配することで世界平和と秩序を実現しようとしたが、住民が反抗したため惑星を破壊して地球にやってきた。
アベンジャーズに捕まっていたところをレッドスカル率いる秘密結社に救出され結社に加わる。
シーズン2ではS.H.I.E.L.Dに収容されていたナイトホークを救出し、スクアドロン・スプリームを再結成する。
元ネタはジャスティス・リーグの創立メンバーのスーパーマン。
ナイトホーク
声 - 酒巻光宏
シーズン2の「ナイトホーク」にて初登場した。スクアドロン・スプリームの参謀格。
元ネタはジャスティス・リーグの創立メンバーのバットマン。
スピード・デーモン
声 - 長南翔太
シーズン2の「ダーク・アベンジャーズ」にて初登場した。時間を加速して超高速で走ることができる。
元ネタはジャスティス・リーグの創立メンバーのザ・フラッシュ。
ドクター・スペクトラム
声 - 宮本淳
シーズン2の「ダーク・アベンジャーズ」にて初登場した。掌に埋め込まれた「パワープリズム」の力で虹色の光を物質化して自在に操ったり、相手の記憶の中にあるトラウマ対象を実体化することができる。
ドクター・スペクトラム自身（ビルという名の黒人科学者）は悪人ではなく母星を破壊することに反対していたが、ハイペリオンとナイトホークに無理強いされる形でパワープリズムが暴走して星を破壊する引き金を引いていた。
アベンジャーズとの戦いの結果ビルはパワープリズムから解放されるが、パワープリズム自体が邪悪な意志を持って実体化し、新たなドクター・スペクトラムとしてスクアドロン・スプリームに復帰した。
元ネタはジャスティス・リーグの創立メンバーのグリーン・ランタン。
ザルダ
声 - 石井未紗
シーズン2の「ダーク・アベンジャーズ」にて初登場した。別名はパワー・プリンセス。神の力を持つ種族の女戦士で、アスガルド時代のソーと共に戦ったこともある。
戦士としての気高い誇りを持つが、人間は自分たちよりも下等であり支配されるべきと考えているためソーをアベンジャーズから引き離そうとした。
元ネタはジャスティス・リーグの創立メンバーのワンダーウーマン。
ニューク
声 - 今村一誌洋
シーズン2の「アベンジャーズ 最後の抵抗」にて初登場した。
元ネタはジャスティス・リーグの創立メンバーのマーシャン・マンハンター。

#### ブラック・オーダー
コーヴス・グレイヴ
声 - 田島章寛
シーズン2の「新境地への挑戦」にて初登場した。
プロクシマ・ミッドナイト
声 - きそひろこ
シーズン2の「新境地への挑戦」にて初登場した。
スーパー・ジャイアント
声 - 祭田絵理
シーズン2の「新境地への挑戦」にて初登場した。
ブラック・ドワーフ
声 - 内野孝聡
シーズン2の「新境地への挑戦」にて初登場した。
エボニー・モウ
声 - 佐瀬弘幸
シーズン2の「新境地への挑戦」にて初登場した。

## スタッフ
- エグゼクティブ・プロデューサー - アラン・ファイン、ダン・バークレー、ジェフ・ローブ、ジョー・カザーダ
- 共同エグゼクティブ・プロデューサー - スタン・リー、コート・レイン、エリック・ラダムスキー、スティーブン・ワッカー、マン・オブ・アクション
- スーパーバイジングディレクター - ジェフ・アレン
- 録音マネージャー / キャスティングマネージャー - アマンダ・グッドブレッド
- 音声監督 / キャスティングディレクター - コレット・サンダーマン
- 製作 - マーベル

## 日本語版スタッフ
- 翻訳 - 香村満理子
- 演出 - 麦島哲也
- 録音制作 - HALF H・P STUDIO
- 制作 - ウォルト・ディズニー・ジャパン

## 放映リスト
※日本での放送日はディズニーXD（JPN）→Dlife→テレビ東京系列（TXN）の順に並ぶ。
| No.                                       | サブタイトル                                                                                       | XD（USA） 放送日 | XD（JPN） 放送日 | Dlife 放送日   | TXN 放送日     |
| シーズン1                                 | シーズン1                                                                                          | シーズン1        | シーズン1        | シーズン1      | シーズン1      |
| ----------------------------------------- | -------------------------------------------------------------------------------------------------- | ---------------- | ---------------- | -------------- | -------------- |
| 1                                         | アベンジャーズ・プロトコル パート1（The Avengers Protocol Part 1）                                 | 2013年 5月26日   | 2015年 6月26日   | 2016年 8月6日  | TBA            |
| 2                                         | アベンジャーズ・プロトコル パート2（The Avengers Protocol Part 2）                                 | 2013年 5月26日   | 7月3日           | 8月13日        | TBA            |
| 3                                         | ほんのわずかな可能性（Ghost of a Chance）                                                          | 7月7日           | 7月10日          | 8月20日        | TBA            |
| 4                                         | ソー運命の日（The Serpent of Doom）                                                                | 7月14日          | 7月17日          | 8月27日        | TBA            |
| 5                                         | 吸血鬼ブラック・ウィドウ（Blood Feud）                                                             | 7月21日          | 7月24日          | 9月3日         | TBA            |
| 6                                         | スーパー・アダプトイド（Super-Adaptoid）                                                           | 7月28日          | 7月31日          | 9月10日        | TBA            |
| 7                                         | ハイペリオン、偽りのヒーロー（Hyperion）                                                           | 8月4日           | 8月7日           | 9月17日        | TBA            |
| 8                                         | モレキュール・キッド（Molecule Kid）                                                               | 8月11日          | 8月14日          | 9月24日        | TBA            |
| 9                                         | 深海の任務（Depth Charge）                                                                         | 9月15日          | 8月21日          | 10月1日        | TBA            |
| 10                                        | ドゥームストロイヤー（The Doomstroyer）                                                            | 9月22日          | 8月28日          | 10月8日        | TBA            |
| 11                                        | ウィドウと6人のハルク（Hulked Out Heroes）                                                         | 9月29日          | 9月4日           | 10月15日       | TBA            |
| 12                                        | アベンジャーズ・インポッシブル（Avengers: Impossible）                                             | 10月20日         | 9月11日          | 10月22日       | TBA            |
| 13                                        | 深海にて（In Deep）                                                                                | 11月17日         | 9月18日          | 10月29日       | TBA            |
| 14                                        | ハルクのお出かけ（Hulk's Day Out）                                                                 | 11月24日         | 9月25日          | 11月5日        | TBA            |
| 15                                        | プラネット・ドゥーム（Planet Doom）                                                                | 12月8日          | 10月2日          | 11月12日       | TBA            |
| 16                                        | スカルの執念（Bring on the Bad Guys）                                                              | 2014年 2月16日   | 10月9日          | 11月19日       | TBA            |
| 17                                        | テクノロジー禁止の1日（Savages）                                                                   | 3月2日           | 10月23日         | 11月26日       | TBA            |
| 18                                        | モジョーワールド（Mojo World）                                                                     | 3月9日           | 10月30日         | 12月3日        | TBA            |
| 19                                        | ドゥームの思惑（The Ambassador）                                                                   | 3月16日          | 2016年 2月7日    | 12月10日       | TBA            |
| 20                                        | オーディンとアベンジャーズ（All-Father's Day）                                                     | 3月23日          | 2月21日          | 12月17日       | TBA            |
| 21                                        | 勝敗を決めるもの（By the Numbers）                                                                 | 3月30日          | 2月28日          | 12月24日       | TBA            |
| 22                                        | ガーディアンズ・オブ・ザ・ギャラクシー登場（Guardians and Space Knights）                          | 4月6日           | 2月14日          | 12月31日       | TBA            |
| 23                                        | 小さなウソ（One Little Thing）                                                                     | 4月13日          | 2017年 4月30日   | 2017年 1月7日  | TBA            |
| 24                                        | サーカス・オブ・クライム（Crime and Circuses）                                                     | 5月11日          | 5月7日           | 1月14日        | TBA            |
| 25                                        | スカルの思惑（Exodus）                                                                             | 5月18日          | 5月14日          | 1月21日        | TBA            |
| 26                                        | 最終決戦（The Final Showdown）                                                                     | 5月25日          | 5月21日          | 1月28日        | TBA            |
| シーズン2                                 | |                  |                  |                |                |
| 27                                        | プロジェクト・アーセナル（The Arsenal）                                                            | 2014年 9月28日   | 2017年 6月4日    | 2017年 2月4日  | 2016年 10月4日 |
| 28                                        | サノスの進撃（Thanos Rising）                                                                      | 10月5日          | 6月11日          | 2月11日        | 10月11日       |
| 29                                        | ヴァルハラの女王ヘラ（Valhalla Can Wait）                                                          | 10月12日         | 7月2日           | 2月18日        | 10月18日       |
| 30                                        | 過去の亡霊（Ghosts of the Past）                                                                   | 10月26日         | 7月9日           | 2月25日        | 10月25日       |
| 31                                        | 深い海の底で（Beneath the Surface）                                                                | 11月2日          | 7月23日          | 3月4日         | 11月1日        |
| 32                                        | ナイトホーク（Nighthawk）                                                                          | 11月9日          | 7月30日          | 3月11日        | 11月8日        |
| 33                                        | トニー・スタークの少年時代（The Age of Tony Stark）                                                | 11月16日         | 8月6日           | 3月18日        | 11月15日       |
| 34                                        | モードック再び（Head to Head）                                                                     | 2015年 1月25日   | 8月20日          | 3月25日        | 11月22日       |
| 35                                        | ダーク・アベンジャーズ（The Dark Avengers）                                                        | 2月1日           | 8月27日          | 4月1日         | 11月29日       |
| 36                                        | ソーの卒業試験（Back to the Learning Hall）                                                        | 2月8日           | 9月3日           | 4月8日         | 12月6日        |
| 37                                        | 技術の使い道（Downgraded）                                                                         | 2月15日          | 9月10日          | 4月15日        | TBA            |
| 38                                        | ウィドウの逃亡（Widow's Run）                                                                      | 2月22日          | 9月17日          | 4月22日        | 12月13日       |
| 39                                        | サノスの勝算（Thanos Triumphant）                                                                  | 3月1日           | 9月24日          | 4月29日        | 12月20日       |
| 40                                        | 亀裂（Crack in the System）                                                                        | 4月12日          | 10月1日          | 5月6日         | 12月27日       |
| 41                                        | アベンジャーズ分裂（Avengers Disassembled）                                                        | 4月19日          | 10月8日          | 5月13日        | 2017年 1月10日 |
| 42                                        | 三流のヒーロー達（Small Time Heroes）                                                              | 4月26日          | 10月22日         | 5月20日        | 1月17日        |
| 43                                        | シークレット・アベンジャーズ（Secret Avengers）                                                    | 5月10日          | 11月5日          | 5月27日        | 1月24日        |
| 44                                        | ウルトロン大発生（The Ultron Outbreak）                                                            | 4月28日          | 11月12日         | 6月3日         | 1月31日        |
| 45                                        | アベンジャーズの採用試験（The New Guy）                                                            | 5月17日          | 11月19日         | 6月10日        | 2月7日         |
| 46                                        | スピード・タイム（Terminal Velocity）                                                              | 7月5日           | 12月3日          | 6月17日        | 2月14日        |
| 47                                        | ドクター・スペクトラム（Spectrums）                                                                | 7月12日          | 2018年 5月6日    | 6月24日        | 2月21日        |
| 48                                        | 戦士の誓い（Midgard Crisis）                                                                       | 7月19日          | 2018年 5月6日    | 7月1日         | 2月28日        |
| 49                                        | アベンジャーズ 最後の抵抗（Avengers' Last Stand）                                                  | 1月21日          | 5月13日          | 7月15日        | 3月7日         |
| 50                                        | スクアドロン・スプリーム 崩壊（Avengers Underground）                                              | 8月2日           | 5月13日          | 7月22日        | 3月14日        |
| 51                                        | 新境地への挑戦（New Frontiers）                                                                    | 9月13日          | 5月20日          | 7月29日        | 3月21日        |
| 52                                        | アベンジャーズ・ワールド（Avengers World）                                                         | 9月20日          | 5月20日          | 8月5日         | 3月28日        |
| シーズン3（ウルトロン・レボリューション） | |                  |                  |                |                |
| 53                                        | アベンジャーズ再始動（Adapting to Change）                                                         | 2016年 3月13日   | 2018年 5月27日   | 2020年 1月27日 | TBA            |
| 54                                        | ウルトロンの野望（The Ultimates）                                                                  | 3月20日          | 2018年 5月27日   | 2020年 1月27日 | TBA            |
| 55                                        | キャプテン・アメリカを救え（Saving Captain Rogers）                                                | 3月27日          | 6月3日           | 2月3日         | TBA            |
| 56                                        | タワー攻防戦（Under Siege）                                                                        | 4月3日           | 6月17日          | 2月3日         | TBA            |
| 57                                        | サンダーボルツ登場（The Thunderbolts）                                                             | 4月10日          | 6月24日          | 2月10日        | TBA            |
| 58                                        | サンダーボルツの正体（Thunderbolts Revealed）                                                      | 4月17日          | 7月1日           | 2月10日        | TBA            |
| 59                                        | 暗黒の次元へ（Into The Dark Dimension）                                                            | 4月24日          | 7月15日          | 2月17日        | TBA            |
| 60                                        | ハルクの葛藤（Dehulked）                                                                           | 5月1日           | 7月22日          | 2月17日        | TBA            |
| 61                                        | インフェルノ誕生（Inhumans Among Us）                                                              | 7月24日          | 7月29日          | 2月24日        | TBA            |
| 62                                        | インヒューマンズか人間か（The Inhuman Condition）                                                  | 7月31日          | 8月5日           | 2月24日        | TBA            |
| 63                                        | 若きヒーロー達（The Kids Are Alright）                                                             | 8月7日           | 8月12日          | 3月2日         | TBA            |
| 64                                        | 征服者（The Conqueror）                                                                            | 8月14日          | 8月19日          | 3月2日         | TBA            |
| 65                                        | 時空を超えた戦い（Into the Future）                                                                | 8月21日          | 8月26日          | 3月2日         | TBA            |
| 66                                        | 過去の記憶（Seeing Double）                                                                        | 8月28日          | 9月9日           | 3月2日         | TBA            |
| 67                                        | ヴィジョンの友情（A Friend in Need）                                                               | 9月11日          | 10月28日         | 3月9日         | TBA            |
| 68                                        | キャプテン・マーベル（Captain Marvel）                                                             | 9月18日          | 11月4日          | 3月9日         | TBA            |
| 69                                        | ブラックパンサーの怒り（Panther's Rage）                                                           | 9月25日          | 11月11日         | 3月9日         | TBA            |
| 70                                        | アントマンの転身（Ant-Man Makes It Big）                                                           | 10月2日          | 11月18日         | 3月9日         | TBA            |
| 71                                        | 父子の確執（The House of Zemo）                                                                    | 10月9日          | 2019年 3月3日    | 3月16日        | TBA            |
| 72                                        | ユーフォーズ（U-Foes）                                                                             | 11月6日          | 3月10日          | 3月16日        | TBA            |
| 73                                        | 完璧な武器（Building the Perfect Weapon）                                                          | 11月13日         | 3月17日          | 3月16日        | TBA            |
| 74                                        | ワールド・ウォー・ハルク（World War Hulk）                                                         | 11月20日         | 3月24日          | 3月16日        | TBA            |
| 75                                        | シビル・ウォー パート1：アティラン崩壊（Civil War, Part 1: The Fall of Attilan）                   | 2017年 1月28日   | 3月31日          | 3月23日        | TBA            |
| 76                                        | シビル・ウォー パート2：マイティ・アベンジャーズ（Civil War, Part 2: The Mighty Avengers）         | 2017年 1月28日   | 4月7日           | 3月23日        | TBA            |
| 77                                        | シビル・ウォー パート3：宣戦布告（Civil War, Part 3: The Drums Of War）                            | 2017年 1月28日   | 4月14日          | 3月23日        | TBA            |
| 78                                        | シビル・ウォー パート4：アベンジャーズ・レボリューション（Civil War, Part 4: Avengers Revolution） | 2017年 1月28日   | 4月28日          | 3月23日        | TBA            |
| シーズン4（シークレット・ウォーズ）       | |                  |                  |                |                |
| 79                                        | 新アベンジャーズ（..ASSEMBLE!）                                                                    | 2017年 6月       | 2019年 4月28日   | TBA            | TBA            |
| 80                                        | さらばアベンジャーズ:パート1（Avengers No More (Part 1)）                                          | 6月17日          | 5月5日           | TBA            | TBA            |
| 81                                        | さらばアベンジャーズ:パート2（Avengers No More (Part 2)）                                          | 6月17日          | 5月12日          | TBA            | TBA            |
| 82                                        | ヴィジョンの友情（The Sleeper Awakens）                                                            | 8月27日          | 5月19日          | TBA            | TBA            |
| 83                                        | プリズン・ブレイク（Prison Break）                                                                 | 8月27日          | 5月26日          | TBA            | TBA            |
| 84                                        | インクレディブル・ヘラクレス（The Incredible Herc）                                                | 8月27日          | 6月2日           | TBA            | TBA            |
| 85                                        | 近道はない（Show Your Work）                                                                       | 8月27日          | 6月9日           | TBA            | TBA            |
| 86                                        | バロン・ジモの野望（Sneakers）                                                                     | 8月27日          | 6月16日          | TBA            | TBA            |
| 87                                        | ハロウィーンは大嫌い（Why I Hate Halloween）                                                       | 10月8日          | 6月23日          | TBA            | TBA            |
| 88                                        | カーンのたくらみ（The Once and Future Kang）                                                       | 10月15日         | 6月30日          | TBA            | TBA            |
| 89                                        | ディメンションZ（Dimension Z）                                                                     | 10月15日         | 7月7日           | TBA            | TBA            |
| 90                                        | 危険すぎる狩り（The Most Dangerous Hunt）                                                          | 10月22日         | 7月14日          | TBA            | TBA            |
| 91                                        | 女王エンチャントレス（Under the Spell of the Enchantress）                                         | 10月22日         | 7月21日          | TBA            | TBA            |
| 92                                        | 帰還（The Return）                                                                                 | 10月22日         | 9月8日           | TBA            | TBA            |
| 93                                        | 新年の決意（New Year's Resolution）                                                                | 12月3日          | 9月15日          | TBA            | TBA            |
| 94                                        | アガモットの目 パート1（The Eye of Agamotto (Part 1)）                                             | 2018年 1月7日    | 9月22日          | TBA            | TBA            |
| 95                                        | アガモットの目 パート2（The Eye of Agamotto (Part 2)）                                             | 2018年 1月7日    | 9月29日          | TBA            | TBA            |
| 96                                        | バトルワールド（Beyond）                                                                           | 1月14日          | 10月6日          | TBA            | TBA            |
| 97                                        | アンダーワールド（Underworld）                                                                     | 1月14日          | 10月13日         | TBA            | TBA            |
| 98                                        | 剣とアイアンフィスト（The Immortal Weapon）                                                        | 1月14日          | 10月20日         | TBA            | TBA            |
| 99                                        | 宝探し（The Vibranium Coast）                                                                      | 1月14日          | 10月27日         | TBA            | TBA            |
| 100                                       | バナーとハルク（Weirdworld）                                                                       | 3月4日           | 11月3日          | TBA            | TBA            |
| 101                                       | ウエストランド（Westland）                                                                         | 3月4日           | 11月10日         | TBA            | TBA            |
| 102                                       | ビヨンダーの要塞（The Citadel）                                                                    | 3月11日          | 11月17日         | TBA            | TBA            |
| 103                                       | 荒れ果てた土地で（The Wastelands）                                                                 | 3月11日          | 11月24日         | TBA            | TBA            |
| 104                                       | 現れたヒーロー（All Things Must End）                                                              | 3月11日          | 2020年 3月1日    | TBA            | TBA            |
| シーズン5（ブラックパンサー・クエスト）   | |                  |                  |                |                |
| 105                                       | アトランティスの影:パート1（Shadow of Atlantis Part 1）                                            | 2018年 9月23日   | 2020年 3月1日    | TBA            | TBA            |
| 106                                       | アトランティスの影:パート2（Shadow of Atlantis Part 2）                                            | 2018年 9月23日   | 2020年 3月1日    | TBA            | TBA            |
| 107                                       | 海底の世界へ（Into the Deep）                                                                      | 9月30日          | 3月8日           | TBA            | TBA            |
| 108                                       | 裏切り者リス（The Panther and the Wolf）                                                           | 10月7日          | 3月15日          | TBA            | TBA            |
| 109                                       | ジモの運命（The Zemo Sanction）                                                                    | 10月14日         | 3月22日          | TBA            | TBA            |
| 110                                       | アティランの霧（Mists of Attilan）                                                                 | 10月21日         | 4月5日           | TBA            | TBA            |
| 111                                       | 恩師との対決（T'Challa Royale）                                                                    | 10月28日         | 4月12日          | TBA            | TBA            |
| 112                                       | 伝説の怪物（The Night has Wings）                                                                  | 11月4日          | 4月19日          | TBA            | TBA            |
| 113                                       | マダム・マスク誕生（Mask of the Panther）                                                          | 11月11日         | 4月26日          | TBA            | TBA            |
| 114                                       | 遺志を継ぐ者（The Good Son）                                                                       | 11月18日         | 5月10日          | TBA            | TBA            |
| 115                                       | 宇宙の彼方で（The Lost Temple）                                                                    | 11月25日         | 5月17日          | TBA            | TBA            |
| 116                                       | 裏切りの連鎖（Descent of the Shadow）                                                              | 12月2日          | 5月24日          | TBA            | TBA            |
| 117                                       | 王冠の帰還（The Last Avenger）                                                                     | 12月2日          | 5月31日          | TBA            | TBA            |
| 118                                       | ブラックパンサーの秘策:パート1（Vibranium Curtain (Part 1)）                                       | 2019年 1月6日    | 6月7日           | TBA            | TBA            |
| 119                                       | ブラックパンサーの秘策:パート2（Vibranium Curtain (Part 2)）                                       | 2019年 1月6日    | 6月14日          | TBA            | TBA            |
| 120                                       | ティ・チャンダ（T'Chanda）                                                                         | 1月13日          | 6月21日          | TBA            | TBA            |
| 121                                       | イエマンディ（Yemandi）                                                                            | 1月20日          | 6月28日          | TBA            | TBA            |
| 122                                       | 葬られた記憶（Bashenga）                                                                           | 1月27日          | 7月5日           | TBA            | TBA            |
| 123                                       | 破壊する者たち:パート1（King Breake Pt. 1）                                                        | 2月10日          | 7月12日          | TBA            | TBA            |
| 124                                       | 破壊する者たち:パート2（King Breake Pt. 2）                                                        | 2月10日          | 7月19日          | TBA            | TBA            |
| 125                                       | 影の島（Widowmaker）                                                                               | 2月17日          | 7月26日          | TBA            | TBA            |
| 126                                       | アトランティスの報復（Atlantis Attacks）                                                           | 2月24日          | 8月2日           | TBA            | TBA            |
| 127                                       | ハウス・オブ・マダム・マスク（House of M）                                                         | 2月24日          | 10月4日          | TBA            | TBA            |

## 放送局
| 対象地域       | 放送局                 | 放送期間 | 放送時間 | 放送系列       | 備考             |
| -------------- | ---------------------- | --- | --- | -------------- | ---------------- |
| 日本全域       | ディズニーXD           | 2015年6月26日 - 10月30日 2016年2月7日 - 28日 2017年4月30日 - 2018年5月27日 2018年5月27日 - 7月1日 2018年7月15日 - 11月18日 2019年3月3日 - 4月14日 2019年4月28日 - 2020年10月4日 | 金曜 20時30分 - 21時00分 日曜 21時00分 - 21時30分 日曜 22時00分 - 22時30分 日曜 22時30分 - 23時00分 日曜 21時30分 - 22時00分 日曜 23時30分 - 0時00分 日曜 21時00分 - 21時30分 | CS放送         | リピート放送あり |
| 日本全域       | ディズニー・チャンネル | 2021年2月 - | | CS放送         |                  |
| 日本全域       | Dlife                  | 2016年8月6日 - 2017年8月5日 2019年1月28日 - 2020年1月20日 2020年1月27日 - 2020年2月24日 2020年3月2日 - 2020年3月23日                                                            | 土曜18時30分 - 19時00分 月曜 18時00分 - 18時30分 月曜 18時00分 - 18時55分 月曜 18時00分 - 19時55分                                                                            | BS放送         |                  |
| 関東広域圏     | テレビ東京             | 2016年10月4日 - 2017年3月28日 | 火曜18時25分 - 18時55分 | テレビ東京系列 |                  |
| 北海道         | テレビ北海道           | 2016年10月4日 - 2017年3月28日 | 火曜18時25分 - 18時55分 | テレビ東京系列 | 同時ネット       |
| 愛知県         | テレビ愛知             | 2016年10月4日 - 2017年3月28日 | 火曜18時25分 - 18時55分 | テレビ東京系列 | 同時ネット       |
| 大阪府         | テレビ大阪             | 2016年10月4日 - 2017年3月28日 | 火曜18時25分 - 18時55分 | テレビ東京系列 | 同時ネット       |
| 岡山県・香川県 | テレビせとうち         | 2016年10月4日 - 2017年3月28日 | 火曜18時25分 - 18時55分 | テレビ東京系列 | 同時ネット       |
| 福岡県         | TVQ九州放送            | 2016年10月4日 - 2017年3月28日 | 火曜18時25分 - 18時55分 | テレビ東京系列 | 同時ネット       |